# Neurofisina
La neurofisina es una proteína transportadora de Vasopresina y Oxitocina a lo largo de la vía hipotálamo-hipofisiaria. Se generan durante el procesamiento de estas hormonas como pequeños productos peptídicos. Es secretada por los núcleos paraventricular y supraóptico del hipotálamo. Es un péptido inactivo que su dosaje en sangre o en orina nos permite evaluar la síntesis de la hormona.